# Belweder (Wyspa Króla Jerzego)
Belweder - szczyt na Wyspie Króla Jerzego o wysokości 250 m n.p.m. między Lodowcem Zalewskiego a Lodospadem Doktorów, na zachodnim brzegu zatoki Goulden Cove (część fiordu Ezcurra w Zatoce Admiralicji). Szczyt został nazwany przez polską ekspedycję naukową od Belwederu w Warszawie.